# コボルディズム仮説
数学において、ジョン・C・バエズとジェームズ・ドーランによるコボルディズム仮説とは、拡張された位相的場の量子論（TQFT）の分類を考えるものである。 2008年に、ジェイコブ・ルーリーによって、広く受け入れられる解決法が提案された。

## 参照
- コボルディズム